# Rhynchosia sordida
Rhynchosia sordida là một loài thực vật có hoa trong họ Đậu. Loài này được (E.Mey.) Schinz miêu tả khoa học đầu tiên.